# João Cantacuzeno (déspota)
João Cantacuzeno (em grego: Ἱωάννης Καντακουζηνός; ca. 1342 - após 1380) foi um príncipe bizantino do século XIV, membro da ilustre família Cantacuzeno. Nasceu ca. 1324, o filho mais velho de Mateus Cantacuzeno, coimperador do Império Bizantino em 1353–1357, e Irene Paleóloga. Com a abdicação de Mateus do trono em dezembro de 1357, João V Paleólogo, agora governante solo, elevou João para o posto cortesão supremo de déspota. Pouco se sabe sobre João depois disso: em 1361 foi para a Moreia, onde é novamente registrado ca. 1380 como doador dum ícone da Teótoco, agora na Igreja de São Samuel em Veneza.